# Molophilus maroondah
Molophilus maroondah är en tvåvingeart som beskrevs av Günther Theischinger 1992. Molophilus maroondah ingår i släktet Molophilus och familjen småharkrankar. Inga underarter finns listade i Catalogue of Life.